# Hemisodorcus donckieri
Hemisodorcus donckieri is een keversoort uit de familie vliegende herten (Lucanidae). De wetenschappelijke naam van de soort is voor het eerst geldig gepubliceerd in 1898 door Boileau.